# Orangepannad hängpapegoja
Orangepannad hängpapegoja (Loriculus aurantiifrons) är en fågel i familjen östpapegojor inom ordningen papegojfåglar.

## Utseende och läte
Orangepannad hängpapegoja är en mycket liten papegoja. Fjäderdräkten är helgrön, med en svart och spetsig näbb, röd övergump och rött i en fläck på nedre delen av strupen. Hanen har gult i pannan och ljust öga, medan honan har blåaktigt ansikte och mörkt öga. Lätena är ljusa och raspiga i flykten, tjattrande från sittplats.

## Utbredning och systematik
Orangepannad hängpapegoja delas in i tre underarter:
- L. a. aurantiifrons – förekommer på Misool (Västpapuanska öarna)
- L. a. batavorum – förekommer på Waigeo och kustnära nordvästra Nya Guinea
- L. a. meeki – förekommer på östra Nya Guinea, Fergusson, Goodenough och Karkar

Underarten batavorum inkluderas ofta i meeki.

## Levnadssätt
Orangepannad hängpapegoja hittas i skogsområden i lågland och förberg. Den ses vanligen när den flyger kvickt och högt över skogen.

## Status och hot
Arten har ett stort utbredningsområde, men tros minska i antal, dock inte tillräckligt kraftigt för att den ska betraktas som hotad. Internationella naturvårdsunionen IUCN listar arten som livskraftig (LC).